# Un'estate fa (miniserie televisiva)
Un'estate fa è una miniserie televisiva italiana. I protagonisti della miniserie sono Lino Guanciale, Filippo Scotti, Claudia Pandolfi e Paolo Pierobon. 
Il titolo della miniserie riprende l'omonimo brano di Franco Califano, oltre a far parte della colonna sonora nella versione cover di Francesca Michielin.

## Trama
La trama si concentra sulla figura di Elio, un uomo di cinquant'anni che viene improvvisamente proiettato nel passato quando il corpo senza vita di Arianna viene scoperto dalla polizia. Il racconto inizia dall'estate del 1990, quando Elio e Arianna, insieme ad un gruppo di amici, partono per un viaggio in campeggio vicino a Roma (le scene sono girate in Puglia). Questa scoperta riaccende i ricordi di Elio, che si ritrova a dover ricostruire gli eventi di quella estate e la scomparsa della sua amica. Le linee temporali tra passato e presente si intrecciano continuamente, sollevando il dubbio: Elio potrebbe essere l'assassino di Arianna o un inconsapevole testimone dell'evento tragico.

## Puntate
| nº | Titolo     | Prima TV        |
| -- | ---------- | --------------- |
| 1  | Episodio 1 | 6 ottobre 2023  |
| 2  | Episodio 2 | 6 ottobre 2023  |
| 3  | Episodio 3 | 13 ottobre 2023 |
| 4  | Episodio 4 | 13 ottobre 2023 |
| 5  | Episodio 5 | 20 ottobre 2023 |
| 6  | Episodio 6 | 20 ottobre 2023 |
| 7  | Episodio 7 | 27 ottobre 2023 |
| 8  | Episodio 8 | 27 ottobre 2023 |

## Personaggi e interpreti

### Principali
- Elio Santamaria, interpretato da Lino Guanciale (adulto) e da Filippo Scotti (giovane).
Avvocato di successo, sposato e con un figlia adolescente. Dopo il ritrovamento del corpo di Arianna è il principale sospettato.
- Costanza Dorati, interpretata da Claudia Pandolfi (adulta) e da Martina Gatti (giovane).
Nel passato è attratta da Elio, nel presente lo aiuta nelle indagini.
- Arianna Moretti, interpretata da Antonia Fotaras.
Ragazza e interesse amoroso di Elio che scompare misteriosamente durante l'estate del 1990 e viene ritrovata morta trenta anni dopo.
- Isotta Santamaria, interpretata da Nicole Grimaudo.
Moglie di Elio e interior designer.
- Zancan, interpretato da Paolo Pierobon.
Ispettore di polizia che indaga sulla morte di Arianna.

### Secondari
- Davide Gori, interpretato da Alessio Praticò.
Braccio destro di Zancan.
- Carlo Romagni, interpretato da Alessio Piazza (adulto) e da Tobia De Angelis (giovane).
Nel presente è un sacerdote, nel passato è un ragazzo sensibile e insicuro.
- Adriano Vitellini, interpretato da Massimo De Santis (adulto) e da Luca Maria Vannuccini (giovane).
Migliore amico di Elio e Carlo.
- Lauretta, interpretata da Anna Ferzetti (adulta) e da Sofia Iacuitto (giovane).
Amica di Arianna, attratta da Mamo e dal suo stile di vita.
- Alice Santamaria, interpretata da Ginevra Francesconi.
Figlia sedicenne di Elio e Isotta.
- Filippo Branca, interpretato da Giovanni De Giorgi (adulto) e da Francesco Della Torre (giovane).
Fidanzato di Arianna e nuotatore di talento.
- Carmine Fusco, interpretato da Orlando Cinque (adulto) e da Giovanni Buselli (giovane).
Spacciatore al campeggio.
- Massimiliano "Mamo" De Santis, interpretato da Luciano Scarpa (adulto) e da Giulio Tropea (giovane).
Ricco pariolino figlio del candidato alla presidente della regione Lazio. Nel presente è un imprenditore sposato con Lauretta.
- Pietro Santamaria, interpretato da Francesco Foti (adulto) e da Massimo Dapporto (anziano).
Padre di Elio, avvocato e fondatore dello studio nel quale lavora suo figlio. Nel presente è malato di Alzheimer.
- Dottore di Elio, interpretato da Claudio Bigagli.
- Collega di Elio, interpretato da Paolo Triestino.
- Gloria, interpretata da Eleonora Giovanardi (adulta) e da Elisabetta De Palo (anziana). È la dottoressa che si sogna Elio e che ha salvato la vita a Lauretta.
- Madre di Arianna, interpretata da Agnese Nano.
- Gualtiero, interpretato da Denis Fasolo (adulto) e da Giulio Turbolente (giovane).
- ?, interpretato da Gian Marco Fochetti.
- Cliente di Elio, interpretato da Antonio Friello.
- ?, interpretato da Filippo Tirabassi.
- Barista, interpretato da Pierfrancesco Nacca.
- Poliziotto, interpretato da Angelo Iannelli.
- Bagnino, interpretato da Sidy Diop.
- Roberto Iacopini, interpretato da Bernardo Casertano. Professore nonché marito di Gloria, per un periodo ha avuto una relazione segreta con Arianna, molto più giovane di lei. Malato di diabete, è stato lasciato morire dalla moglie durante una delle sue crisi.
- Onorevole De Santis, interpretato da Ettore Belmondo. È un politico democristiano che nel 1990 si candida alla presidenza della regione Lazio; cerca in tutti i modi di proteggere il figlio Mamo per evitare lo scandalo dell’uso di droga alla sua festa.
- Giornalista, interpretato da Massimo De Carmine.

## Produzione

### Sviluppo
La realizzazione della serie è stata annunciata il 19 dicembre 2022, quando è stato pubblicato il primo teaser sui canali social ufficiali di Sky e annunciato il cast completo. Quest'ultimo ha come protagonisti le due versioni di Elio, quella adulta (Lino Guanciale) e quella giovane (Filippo Scotti), ad affiancarli invece ci saranno: Claudia Pandolfi, Antonia Fotaras, Paolo Pierobon, Martina Gatti, Anna Ferzetti, Tobia De Angelis, Orlando Cinque, Luca Vannuccini, Sofia Iacuitto, Nicole Grimaudo, Alessio Praticò, Alessio Piazza, Francesco Della Torre, Giovanni De Giorgi, Orlando Cinque, Giovanni Buselli, Giulio Tropea, Luciano Scarpa, Giulio Turbolente, Denis Fasolo, Ginevra Francesconi, Massimo De Santis Claudio Bigagli, e Massimo Dapporto.

### Riprese
Si sono svolte da metà settembre 2022 fino a metà dicembre dello stesso anno; hanno preso luogo in Puglia (l'ambientazione principale) e in parte nel Lazio, soprattutto a Roma e nei pressi del comune di Fiumicino.

## Promozione
Le prime foto ufficiali sono state pubblicate il 4 luglio 2023. Il primo trailer è stato distribuito il 24 luglio 2023.

## Distribuzione
La miniserie è stata trasmessa dal 6 al 27 ottobre 2023 su Sky Atlantic ed è inoltre disponibile sulla piattaforma streaming Now.